# Ngemelis-Inseln
Die Ngemelis-Inseln sind eine unbewohnte Inselgruppe der westpazifischen Inselrepublik Palau. Sie liegen im Südwesten des Archipels der Chelbacheb-Inseln (Rock Islands) direkt auf Palaus Außenriff.
Es handelt sich um etwa 20 kleine, unbewohnte, flache und bewaldete Inseln, deren größte Dmasech (0,33 km²), auch Ngemelis (Island) genannt, ist.
Sie sind 35 Kilometer von Koror entfernt und liegen in der sogenannten Blue Corner von Palau, einem unter Rifftauchern beliebten Tauchgebiet. Die Ngemelis-Inseln werden daher vielfach von Tauchbasen auf Koror, Peleliu oder Ngercheu (Carp Island), das nur 3 km südöstlich liegt, angefahren.